# Solikamsk
Solikamsk (ru. Соликамск) este un oraș din regiunea Perm, Federația Rusă, cu o populație de 102.531 locuitori.